# Nicolaas Diederichs

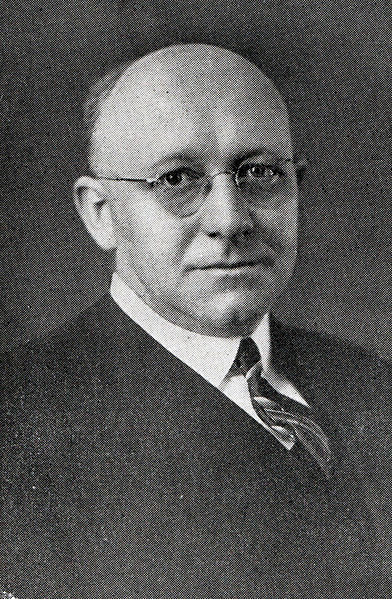
Nicolaas Diederichs

Nicolaas Johannes Diederichs (* 17. November 1903 in Ladybrand, Orange Free State; † 21. August 1978 in Pretoria) war ein südafrikanischer Politiker und Staatspräsident.

## Leben
Diederichs promovierte nach seinem Studium an der Universität Leiden. Mit der Rückkehr nach Südafrika erfolgte seine Berufung zum Professor für Politikwissenschaften an der Universiteit van die Vrystaat. In der Folge seines Aufenthaltes in Europa formte sich bei ihm die Begeisterung für den dort aufkeimenden Nationalismus und für das Dritte Reich. Während der 1930er und 1940er Jahre engagierte sich Diederichs in Kreisen burischer Nationalisten. Seine Publikationen zeugen von radikalen Standpunkten, wobei er die Interessen der Buren mit Positionen des Calvinismus niederländischer Prägung verband. Das bedeutendste Werk in dieser Hinsicht ist die 1936 in Bloemfontein erschienene Schrift Nasionalisme as lewens beskouing en sy verhouding tot internasionalisme (deutsch etwa Nationalismus als Weltsicht und seine Beziehungen zum Internationalismus).
Im Jahr 1939 trat er auf dem Economic Volk Congress auf. In der Folge wurde Diederichs Gründungsmitglied und Vorsitzender einer soeben entstandenen afrikaanischen Vereinigung, dem Reddingsdaadbond, die unter dem Eindruck der weltweit spürbaren Great Depression in Südafrika nationalistisch-ökonomische Ziele verfolgte. Ferner übernahm Diederichs den Vorsitz des Afrikaanse Nasionale Studentebond (ANS) und leitete das Ekonomiese Instituut der Federasie van Afrikaanse Kultuurvereniginge (FAK). Von 1938 bis 1942 übte er den Vorsitz im einflussreichen rassistisch ausgerichteten Afrikaner Broederbond aus.
Diese Entwicklung führte zum Aufstieg der Nasionale Party, die nach ihrem Wahlsieg im Jahr 1948 eine sich bereits vorher abzeichnende Apartheidspolitik vollständig durchsetzte. Diederichs wurde 1958 zum Wirtschaftsminister ernannt und gewann schließlich als Finanzminister (1967–1975) deutlich an Einfluss. Er wurde darauf Staatspräsident von Südafrika, seine Amtsperiode begann am 19. April 1975 und endete mit seinem Tod am 21. August 1978.

## Weblink
- Nicolaas Johannes Diederichs, South Africa's fourth state president, is born. auf www.sahistory.org.za (englisch)

| Personendaten    | Personendaten                                      |
| ---------------- | -------------------------------------------------- |
| NAME             | Diederichs, Nicolaas                               |
| ALTERNATIVNAMEN  | Diederichs, Nicolaas Johannes (vollständiger Name) |
| KURZBESCHREIBUNG | südafrikanischer Politiker, Staatspräsident        |
| GEBURTSDATUM     | 17. November 1903                                  |
| GEBURTSORT       | Ladybrand, Orange Free State                       |
| STERBEDATUM      | 21. August 1978                                    |
| STERBEORT        | Pretoria                                           |